# Stef Peeters
Stef Peeters (* 9. Februar 1992 in Bree) ist ein belgischer Fußballspieler. Er steht ab September 2023 beim belgischen Zweitdivisionär Patro Eisden Maasmechelen unter Vertrag.

## Karriere
In seiner Jugend spielte Peeters beim KRC Genk in der Nähe seines Heimatortes.
Seit November 2011 gehörte er zum Profikader der ersten Mannschaft, kam aber nur zu Spieleinsätzen im Minutenbereich. Erst beim letzten Spiel der Play-off-Meisterrunde am 13. Mai 2012, bei dem es für den KRC Genk um nichts mehr ging, stand Peeters für 86 Minuten auf dem Platz.
In der neuen Saison 2012/13 unter dem neuen Trainer Mario Been stand er bis Jahresende nur bei zwei Spielen im Kader, wurde aber auch dort nicht tatsächlich eingesetzt. Peeters wurde dann für den Rest der Saison und die nächste an den niederländischen Verein Sparta Rotterdam ausgeliehen. Rotterdam spielte in dieser Zeit in der Eerste Divisie, der zweithöchsten niederländischen Liga.
In der Saison 2014/15 wurde er von Genk erneut ausgeliehen, diesmal an den MVV Maastricht. Nach Ablauf der Saison machte Maastricht von der vereinbarten Kaufoption Gebrauch, so dass Peeters endgültig nach Maastricht wechselte. Auch Maastricht spielte in dieser Zeit in der Eersten Divisie.
Im Sommer 2016 wechselte Peeters zurück nach Belgien und unterschrieb einen Vertrag mit einer Laufzeit von drei Jahren beim Erstdivisionär VV St. Truiden.
Bereits nach einem Jahr wechselte er aber zum französischen Club SM Caen. Vereinbart war eine Vertragslaufzeit von drei Jahren. Caen spielte in dieser Zeit in der Ligue 1, der obersten französischen Liga. Nachdem Peeters seit dem 20. Oktober 2018 zunächst nicht mehr auf Spielfeld, später gar nicht mehr im Kader stand, wurde er Anfang 2019 für den Rest an den belgischen Erstdivisionär Zulte Waregem ausgeliehen.
Nach Ablauf dieser Ausleihe war Peeters bereits wieder nach Caen zurückgekehrt, bevor es zum Wechsel nach Cercle Brügge kam. Peeters unterschrieb dort einen Vertrag über vier Jahre, mit der Option der Verlängerung um ein weiteres Jahr.
Zur Saison 2020/21 wechselte er aber innerhalb der Liga zur KAS Eupen. In der Saison 2020/21 bestritt er 33 von 34 möglichen Ligaspiele für Eupen, bei denen er drei Tore schoss, sowie zwei Pokalspiele. Lediglich bei einem Ligaspiel fehlte er infolge einer Sperre nach der fünften gelben Karte. In der nächsten Saison waren es 30 von 34 möglichen Ligaspielen mit zwei Toren sowie fünf Pokalspiele mit zwei Toren. In der Saison 2022/23 waren es 31 von 34 möglichen Ligaspielen mit sieben geschossenen Toren. Nach Saisonende erklärte die KAS Eupen Ende April 2023, seinen auslaufenden Vertrag nicht zu verlängern.
Nachdem er dann zunächst zwei Monate ohne Verein war, unterschrieb er Anfang September 2023 beim Aufsteiger in die Division 1B Patro Eisden Maasmechelen einen neuen Vertrag mit einer Laufzeit bis zum Ende der Saison 2026/27.